# XtremeAir Sbach 342
XtremeAir Sbach 342 – niemiecki samolot akrobacyjny zbudowany przez firmę XtremeAir.
Sbach 342 (nazwa komercyjna XA42) zbudowany z kompozytów dolnopłat ze stałym podwoziem. Jego trójłopatowe śmigło napędzane jest silnikiem tłokowym Lycoming AEIO-580-B1A. Jest to dwumiejscowa wersja XA41 (XtremeAir Sbach 300) zaprojektowanego przez ten sam zespół w Spirze w 2004 roku. XA42 otrzymał certyfikat Agencji Unii Europejskiej ds. Bezpieczeństwa Lotniczego w marcu 2011 roku. W listopadzie 2012 roku otrzymał certyfikat FAA.